# LiVE is Smile Always〜364+JOKER〜 at YOKOHAMA ARENA
『LiVE is Smile Always〜364+JOKER〜 at YOKOHAMA ARENA』（ライブイズスマイルオールウェイズ・364プラスジョーカー・アット・ヨコハマアリーナ）は、LiSAの9作目となる映像作品。2020年3月4日にSACRA MUSICから発売。

## 概要
2019年4月29日、30日に横浜アリーナで開催されたワンマンライブ「LiVE is Smile Always〜364＋JOKER〜」の二日目、平成最後の日となった4月30日の模様を映像作品。

BD付完全限定盤、BD付初回限定盤、DVD付初回限定盤の3形態で発売され、完全限定盤はスペシャルBOX仕様となっており、ライブCD、特製卓上スクールカレンダー、48Pライブフォトブックが同梱される。

## 収録曲
1. Thrill, Risk, Heartless
2. Rising Hope
3. JUMP!!
4. rapid life シンドローム
5. アシアトコンパス
6. 1/f
7. LOSER ～希望と未来に無縁のカタルシス～
8. the end of my world
9. DOCTOR
10. Blue Moon
11. TODAY
12. 紅蓮華
13. ROCK-mode’18
14. ADAMAS
15. LiTTLE DEViL PARADE
16. Psychedelic Drive
17. Rally Go Round
18. Hi FiVE!
19. スパイシーワールド
20. Catch the Moment

### 同梱ライブCD（限定盤のみ）
1. Thrill, Risk, Heartless
2. rapid life シンドローム
3. 1/f
4. DOCTOR
5. Blue Moon
6. TODAY
7. 紅蓮華
8. ROCK-mode’18
9. ADAMAS
10. Psychedelic Drive
11. Hi FiVE!
12. スパイシーワールド
13. Catch the Moment